# Eugène de Fourcy
Pour les articles homonymes, voir Lefébure de Fourcy, Lefébure et Fourcy.
Michel-Eugène Lefébure de Fourcy, toujours appelé Eugène de Fourcy[réf. nécessaire], est un ingénieur et cartographe français. Il est né le 29 novembre 1812 à Paris et mort à Sèvres le 30 août 1889.

## Biographie

### Carrière
Entré à l'École polytechnique (X 1829), Eugène de Fourcy sort premier d'une promotion de 113 élèves en 1832. Il intègre ensuite l'École des mines de Paris, qu'il quitte en 1834. Il choisit alors d'entrer dans le Corps des mines. En 1869 il atteint le grade d'inspecteur général de deuxième classe.
Le 9 janvier 1871 il s'envole avec le ballon monté Gambetta de la gare du Nord, à Paris alors assiégé par les Prussiens, et termine sa course à Ouanne dans l'Yonne, après avoir parcouru 200 kilomètres.
Il « a passé l'essentiel de sa carrière à l'inspection générale des carrières de Paris et de la Seine ».

### Famille
Eugène de Fourcy est le fils de Louis Lefébure de Fourcy, mathématicien et examinateur des élèves à Polytechnique, et de Victoire Marie Françoise Peyron.
Il se marie en premières noces avec Anne de Lassaulx, d'où un fils, Georges, sous-préfet d'Avallon et journaliste, en deuxièmes noces avec Victoire-Anaïs Moussette, qui meurt en donnant naissance à leur fille Marguerite, et en troisièmes noces avec Marie Stéphanie, fille de Gabriel Lamé, de qui il a deux filles : l'une mariée à l'ingénieur agronome Richard Charles Whettnall et l'autre à l'ingénieur Raoul Pélissier.

## Contributions

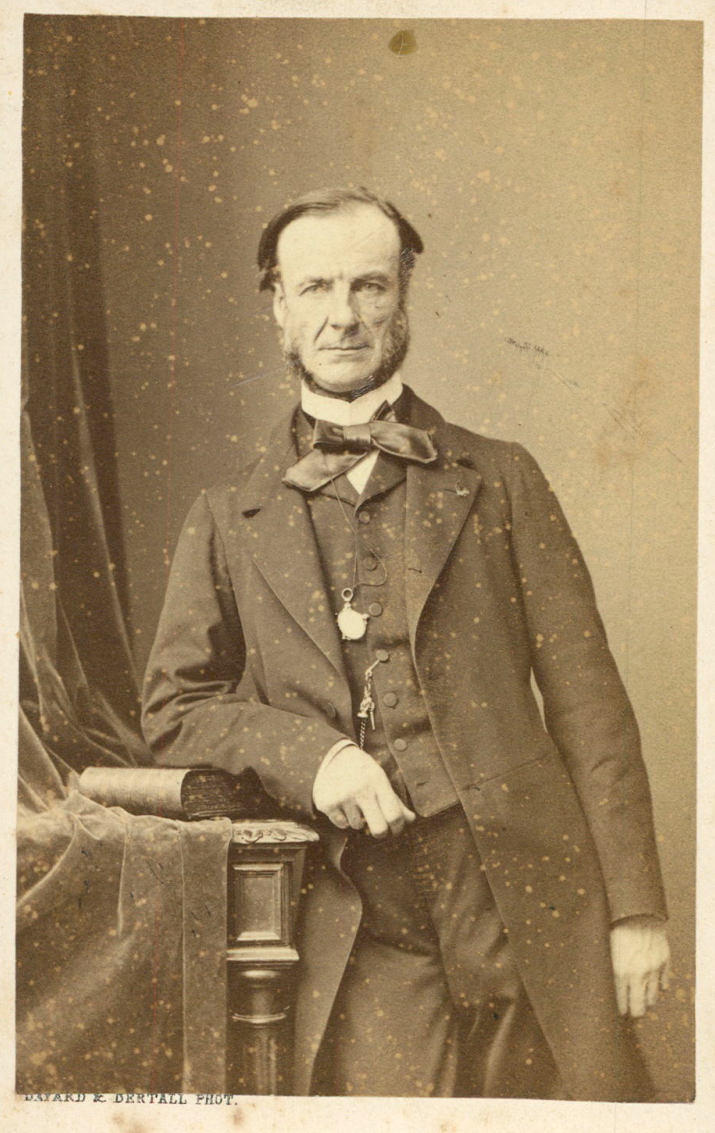
De Fourcy en 1861.

On doit à Eugène de Fourcy les cartes géologiques départementales du Finistère (1844), des Côtes-du-Nord (1844), du Morbihan (1848), en collaboration avec Théodore Lorieux, et du Loiret (1859), toutes publiées avec texte explicatif.
Il a dressé le premier atlas souterrain de Paris (1841–1859).

## Publications

### En ligne
- Carte géologique des Côtes-du-Nord, Fain et Thunot, Paris, 1844, 172 p., disponible sur : https://patrimoine.sorbonne-universite.fr/idurl/1/2381.
- Atlas des carrières
  - Atlas souterrain de la ville de Paris exécuté conformément au vote émis en 1855 par la commission municipale et suivant les ordres de M. le baron G. E. Haussmann [...], Charles de Mourgues Frères, imprimeurs de la préfecture du département de la Seine, Paris,1859, disponible sur : https://patrimoine.mines-paristech.fr/document/Atlas_Fourcy_Paris_1859#?c=0&m=0&s=0&cv=8&z=0%2C-344.871%2C23031%2C15025.7421. 
    - Extraits de planches

### Liste des travaux d'Eugène de Fourcy
- Liste du SUDOC[4]

## Distinctions
- 2 mai 1849 : Chevalier de la Légion d'honneur.
- 12 août 1868 : Officier de la Légion d'honneur.